# Jean Ueberschlag
Jean Ueberschlag, né le 29 mai 1935 à Folgensbourg (Haut-Rhin), est un homme politique français.

## Biographie
Membre du RPR, de l'UMP et de République solidaire, il est député du Haut-Rhin de 1986 à 2012 et maire de Saint-Louis de 1989 à 2011.
Il est l'auteur en septembre 1999 de la proposition de loi tendant à rendre obligatoires les déclarations de candidature aux élections municipales dans toutes les communes.
Le 17 septembre 2006, il se déclare, dans la presse régionale alsacienne, candidat à la XIIIe législature (2007-2012) dans sa circonscription qui lui est favorable. Sa suppléante sera Pascale Schmidiger, son adjointe à l'enseignement à la mairie de Saint-Louis. Il a été effectivement réinvesti par l'UMP le 16 novembre 2006 et réélu au premier tour des élections législatives le 10 juin 2007, avec 58,84 % des suffrages exprimés.
C'est un chiraquien convaincu, membre du Club du 4 Novembre, qui soutenait la candidature pour un 3e mandat du président sortant Jacques Chirac à l’élection présidentielle de 2007. Il accorde tout de même sa signature au candidat investi par l'UMP, Nicolas Sarkozy.
Il rejoint le mouvement République solidaire de l'ancien Premier ministre Dominique de Villepin le 19 juin 2010, dans lequel il est chargé du groupe de réflexion sur la formation professionnelle. Il ne lui accordera pas son parrainage pour l'élection présidentielle française de 2012, à la suite de divergences sur le mariage homosexuel. Il soutiendra Nicolas Sarkozy au second tour de l'élection.
Lors de la cérémonie des vœux 2011 dans sa ville de Saint-Louis le 7 janvier, il annonce son intention de quitter son poste de maire durant l'année. Il annonce également en février 2011 son attention de ne pas briguer un nouveau mandat à l'Assemblée nationale. Ce n'est que le 8 septembre 2011 qu'il annonce la date précise de sa démission, le 14 septembre à midi, après avoir envoyé une lettre au préfet.
Le week-end du 3-4 décembre, il annonce à la surprise générale sa candidature aux élections législatives de juin 2012 pour la 3e circonscription du Haut-Rhin, la circonscription d'Altkirch, qui s'élargit jusqu'à Huningue où Jean-Luc Reitzer, député UMP de la troisième circonscription, est candidat à sa propre succession. Cependant, il affirme dans la presse régionale alsacienne le 19 février 2012 qu'il ne se portera pas candidat dans le cas où l'investiture de l'UMP ne lui serait pas accordée. Il considère cependant qu'il sera en mesure de soutenir le candidat de son choix. Il soutient finalement le candidat écologiste Max Delmond, par ailleurs maire de Folgensbourg et conseiller général du canton de Huningue, face au candidat de l'UMP Jean-Luc Reitzer.

## Détail des mandats et fonctions

### Mandats passés
- 13/03/1977 - 05/03/1983 : adjoint au maire de Saint-Louis (Haut-Rhin)
- 14/03/1983 - 01/06/1987 : adjoint au maire de Saint-Louis
- 02/04/1986 - 14/05/1988 : député du Haut-Rhin
- 01/06/1987 - 12/03/1989 : conseiller municipal de Saint-Louis
- 06/06/1988 - 01/04/1993 : député de la 4e circonscription du Haut-Rhin
- 25/03/1989 - 18/06/1995 : maire de Saint-Louis
- 02/04/1993 - 21/04/1997 : député de la 4e circonscription du Haut-Rhin
- 25/06/1995 - 18/03/2001 : maire de Saint-Louis
- 01/06/1997 - 18/06/2002 : député de la 4e circonscription du Haut-Rhin
- 19/06/2002 - 16/06/2007 : député de la 4e circonscription du Haut-Rhin
- 18/03/2001 - 16/03/2008 : maire de Saint-Louis
- 22/03/2008 - 14/09/2011 : maire de Saint-Louis
- 17/06/2007 - 10/06/2012 : député de la 4e circonscription du Haut-Rhin

### Mandats en cours
- depuis le 24/09/2011 : maire honoraire de Saint-Louis, membre du Conseil municipal jusqu'en 2014
- sénateur JCI n°20743 : membre à vie de la Jeune Chambre Economique de Saint Louis

## Décorations
- Chevalier de la Légion d'honneur[6]